# Jan Veselý
Jan Veselý (Ostrava, 24 de abril de 1990) é um basquetebolista profissional checo que atualmente joga pelo FC Barcelona na Liga ACB e na Euroliga. Possui 2.,13 m (7 ft 0 in) de altura e pesa 110 kg, joga nas posições Ala e Ala-pivô. No Draft 2011 da NBA foi selecionado na 6ª escolha pelo Washington Wizards.

## Jovens Anos
Jan Veselý começou aos doze anos na prática do basquetebol no BK Příbor na cidade de Příbor onde ficou um ano e ingressou no BK Snakes Ostrava em sua cidade natal Ostrava. No BK Snake Ostrava, Veselý foi treinado por Dušan Hrdlička, conhecido por ser formador de jovens talentos.

## Partizan Belgrado
Em Abril de 2008, Veselý assinou contrato com o Partizan de Belgrado para substituir Nikola Peković que foi transferido para o Panathinaikos Atenas no fim daquela temporada. Veselý havia se destacado na Liga do Adriático na temporada anterior competindo pelo KD Slovan com médias de 4,5 pontos por partidas, 1,7 rebotes por partidas e distribuiu 0,4 assistências por partida. Outro destaque para o ala foi sua participação na Segunda Divisão do Campeonato Europeu Sub 18 realizado em Debrecen, Bulgária.
Durante as três temporadas em que permaneceu na Sérvia conquistou a Liga da Sérvia, Copa da Sérvia e Liga do Báltico em todas as temporadas.
Participou da campanha do Partizan que resultou na classificação para o Final Four de 2010 onde ficaram na quarta colocação.

## Draft da NBA
Havia declarado sua intenção de disputar o Draft da NBA em 2010, mas declinou da intenção para poder prosseguir no Partizan e adquirir mais experiência. No início de 2011 foi eleito pela FIBA Europa como o melhor jogador jovem da Europa em 2010.Por fim declarou intenção em 2011 e foi selecionado como sexta escolha pelo Washington Wizards. Segundo o site da nba, Veselỳ possuía como pontos fortes a altura e extensão corporal, porte atlético rápido e bom saltador. Como pontos fracos citou seu fraco desempenho em tiros de longa distância e precisaria de mais força para atuar na posição 4.

## Estatísticas na NBA

### Temporada regular
| Ano     | Equipe     | PJ  | PT | MPP  | %TC  | %3P  | %TL  | RPP | APP | ROB | TPP | PPP |
| ------- | ---------- | --- | -- | ---- | ---- | ---- | ---- | --- | --- | --- | --- | --- |
| 2011-12 | Washington | 57  | 20 | 18.9 | .537 | .000 | .532 | 4.4 | .8  | .7  | .6  | 4.7 |
| 2012-13 | Washington | 51  | 4  | 11.8 | .500 | .000 | .308 | 2.4 | .5  | .3  | .3  | 2.5 |
| 2013-14 | Washington | 33  | 1  | 14.2 | .522 | .000 | .267 | 3.4 | .3  | .6  | .8  | 3.2 |
| 2013-14 | Denver     | 21  | 0  | 14.6 | .506 | .000 | .423 | 3.7 | .5  | 1.3 | .8  | 4.4 |
| Total   | Total      | 162 | 25 | 15.2 | .521 | .000 | .408 | 3.5 | .6  | .7  | .5  | 3.6 |